# Д-6 «Якобинец»
Д-6 «Якобинец» — советская дизель-электрическая торпедная подводная лодка, построенная в 1927-1930 годах, шестой и последний корабль серии I, проекта Д — «Декабрист».

## История корабля
Подводная лодка «Якобинец» была заложена 14 апреля 1927 года под заводским номером 29/194 на стапеле завода № 198 в Николаеве. 15 ноября 1930 года лодку спустили на воду, 3 февраля 1931 года подписан приёмный акт, лодка вступила в строй, вошла в состав морских сил Чёрного моря.
После окончания в 1932 году курсов командиров подводных лодок в Ленинграде, Нестеров И. М. был назначен старшим помощником, а затем командиром подводной лодки Д-6 «Якобинец». За короткое время под его руководством ПЛ Д-6 вышла на первое место на флоте по боевой и политической подготовке, по торпедным и артиллерийским стрельбам. В 1933 году по приказу Командующего флотом И. К. Кожанова лодка скрытно высадила на болгарский берег группу болгарских коммунистов, а в 1935 году, совершив 27 погружений, пройдя 1 200 миль, обеспечила исследовательскую работу известного профессора Государственного института Сорокина, проводившего в Черном море гравиметрические наблюдения по заданию правительства. В 1935 году за успешное выполнение правительственных заданий И. М. Нестеров одним из первых среди советских подводников был награжден орденом Ленина. В начале 1930-х годов на лодке служил П. Н. Замятин, в 1937 году избранный депутатом Верховного Совета СССР.
Войну «Д-6» встретила при прохождении капитального ремонта в Севастополе. Была затоплена собственным экипажем при подходе врагов к городу. После войны поднята, разрезана на металл.

## Командиры
1. Жимаринский Н. А. — с 1930 по 1931
2. Кулишов И. Д. — с мая 1931 по 1933
3. Нестеров И. М. — с октября 1933 по май 1936
4. Бородич Ю. Ю. — с 1936 по 1938
5. Новиков Н. Д. — с 1938 по 1939
6. Израйлевич И. С. — с 29 октября 1939 по 3 апреля 1941
7. Митрофанов Пётр Васильевич (временно исполняющий обязанности) — с апреля 1941 — по 26 июня 1942